# 布里薩戈

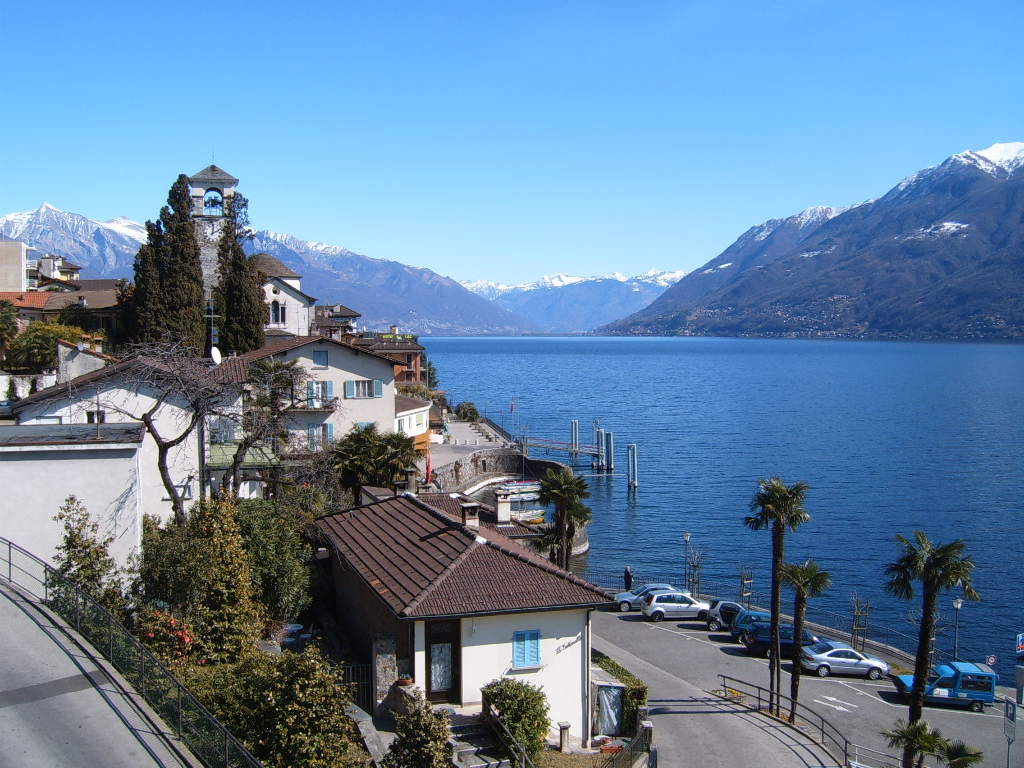

布里薩戈是瑞士的城鎮，位於該國南部，由提契諾州負責管轄，面積17.79平方公里，海拔高度197米，2011年人口1,852，七成人口信奉羅馬天主教，人口密度每平方公里104人。
历史
这个村庄首次在1289年被提及，当时被称为Brixago。该地名很可能源于拉丁语名字Briccius。
在13世纪，布里萨戈成为一個具有独立自治权、拥有自己的村落法律、自己的社区领袖（consoli）、自己的行政机构和自己的司法管辖权的帝国直辖市。最初，Podestà由米兰的Visconti家族任命，从1342年到1798年由洛卡诺的贵族家族Orelli家族提供。1520年，布里萨戈宣布成为独立的共和国，但在接下来的一年中就屈服于十二个瑞士联邦州的统治，尽管它保留了相当大的自治权。
在16世纪末，布里萨戈的Baciocchi家族与位于米兰和布里萨戈的Rainaldi（Rinaldi）家族形成了对抗派别。这两个家族的雇佣兵中有许多来自米兰的强盗，甚至使隆加诺湖上的航运变得不安全。长时间的血腥战斗导致了西班牙使者于1597年11月在巴登举行的联邦大会上进行干预。
在赫尔维蒂克时期，布里萨戈成为了新成立的卢加诺州的一部分，而该州于1803年并入了今天的提契诺州
自1856年以来，布里萨戈就有一家雪茄厂,1888年进行了新建, 这家丹纳曼（Dannemann）雪茄厂颇有名气。
Grand-Hôtel Brissago于1907年建成，1971年关闭，此后逐渐荒废。1983年，屋顶因纵火而被烧毁。这座废墟于1993年被拆除。2003年，这个地方建起了新的公寓住宅区“Villa Bianca”。
在1943年9月成立法西斯意大利社会共和国后，许多难民通过位于布里萨戈南部的Piaggio-Valmara边境口岸进入瑞士。
名胜古迹
位于港口上方的圣伯多禄和保罗教堂(Santi Pietro e Paolo)，以及稍微偏离湖泊的马多娜·迪·蓬特教堂(Madonna di Ponte)，是蒂奇诺地区最重要的伦巴第-托斯卡纳文艺复兴建筑之一。
SS. 伯多禄和保罗教堂是一座单殿建筑，多边形圆顶的合唱区由八角形的塔楼圆顶覆盖。该教堂于1530年代初重新建造；主立面设有门廊和突出的帕拉第奥式窗户，始建于1665年。在1969年的质朴翻新中，所有事后增加的巴洛克内饰被移除。在如画的前院里生长着几百年的柏树。
马多娜·迪·蓬特教堂也是一座单殿建筑，多边形合唱区上方设有八角形塔楼圆顶（在风格上与乔瓦尼·安东尼奥·阿玛迪奥的米兰圣玛利亚德拉格拉齐教堂的圆顶相似）。该教堂建于1526年至1594年。几乎所有巴洛克风格的修改以及1773年的整体洛可可内饰都在1950年至1957年的质朴翻新中被删除，巴洛克祭坛于1961年被移到一座侧殿，因此该教堂内部现在显得非常朴素。
布里萨戈仅存的中世纪城堡，保存在市政广场上。在皮奥达大街上，有一座上桥尼里地区最复杂的巴洛克风格官邸，布兰卡-巴卡拉宫，建于1700年左右。该建筑现在设有作曲家鲁杰罗·莱昂卡瓦洛(Ruggero Leoncavallo) 的博物馆。在湖岸边，有吉娜别墅(Villa Gina)或马蒂之家(Casa del Matti)和布兰卡之家(Casa Branca)，均建于18世纪，具有面朝湖泊的华丽外墙和顶层的走廊。
与布里萨戈的市中心不同，后者在20世纪60年代受到州道扩宽和深化的严重影响，位于高处的皮奥迪纳、因切拉和波尔贝托等中世纪晚期村庄核心保存完好。
在从因切拉到港口的小路上，有布里萨戈圣山，这是一座舞台式的巴洛克建筑，嵌入山谷之中。其起源可追溯到18世纪初。如今，圣玛丽亚·阿多洛拉塔教堂位于一个突出的岩石上，于1767年至1773年建造，带有三个宏伟的耶稣受难像的加尔瓦里亚小教堂也于1767年建成。
关于布里萨戈群岛，它被列入瑞士有价值城市景观清单（ISOS），被评定为瑞士国家级重要城市景观，请参阅相关文章

## 外部連結
- Comune di Brissago （页面存档备份，存于）